# Busunya
Koordinaten: 7° 41′ N, 1° 40′ W
Busunya ist eine Kleinstadt in Ghana. Sie liegt im Nkoranza District in der Bono East Region. Bei der Volkszählung im Jahre 2000 wurden 5714 Einwohner gezählt. 1970 waren es erst 1420. In Busunya bestehen ein Gesundheitszentrum und eine höhere Schule (egl. secondary school).